# J-FORCE R.E.D.
『J-FORCE R』（ジェイ・フォース・アール）、『J-FORCE E』（ジェイ・フォース・イー）および『J-FORCE D』（ジェイ・フォース・ディー）は、ZIP-FMのラジオ番組である。2000年4月3日放送開始、2001年3月29日に終了し、翌週4月2日からは同じ放送時間で『J-FORCE MUSIC MAGIC』として番組名を変えて1年間（～2002年3月28日）放送された。

## 放送時間
番組は時間ごとに三部構成となっていた。表記は日本時間。
J-FORCE R
- 月曜日 - 木曜日 13:30～14:00

J-FORCE E
- 月曜日 - 木曜日 17:30～18:00（この時間帯のみ旧「FIERA ZIP CORNER」からの公開生放送が行われた。）

J-FORCE D
- 月曜日 - 木曜日 21:30～22:00

## 出演
ジェイムス・ヘイブンス
番組中では"コマンダー"と呼ばれており、部下を指揮する立場にある。しかし、部下からは毎回ツッコミを入れられることが多い。

### その他の出演
アニー
コマンダーのアシスタント的存在の女性。しかし、実は軍曹であることを番組終盤間近になって告げる。ただし、その後も番組の最後までアシスタントとして務めていた。コマンダーにツッコミを入れる回数は彼女が格段に多く、過去に"お母さんに電話しますわよ"とツッコミを入れ、本当にコマンダー（ジェイムス）の母に電話をかけたことがある。声は事前に収録されている。声の主は橋本美穂である可能性が高い。
丸ロボ
J-FORCE Dにのみ出演するロボット。本名はロボ丸。この放送時間帯は部下達は就寝しているので、当直としてコマンダーと二人きりで放送する。コマンダー同様態度が大きい。しかし、度が過ぎると電池を抜かれ、機能を停止させられることがある。
近藤
隊員の一人。Dを中心に事あるごとにコマンダーに呼び出される。声は事前収録されているが、たまに本人が出てくることもある。声を低くして態度を悪くさせた権藤として登場したこともある。

## 放送内容
設定は、J-FORCEという銀河を駆け巡る軍団が1日3回地球(ZIP-FM)に向けて30分間の番組を送る。ZIP-FMには珍しく、トークの割合が多い番組だった。
『R』『E』『D』は、2000年度のZIP-FMのキャッチコピー「RED HOT ZIP」より。翌年度はこれが「MUSIC MAGIC」に改められたため、番組名が3つの時間帯とも『J-FORCE MUSIC MAGIC』となった。
「J-FORCE E」では、途中（日本時間17:42頃）でHEADLINE NEWSとTRAFFIC INFORMATIONが挿入されていた。コマンダーがそれぞれのキャスターとトークを交わすこともあった。
「J-FORCE D」では、子供向けの昔話をコマンダー（複数役）と丸ロボ（主役）が演じるJ-FORCE劇場があった。このコーナーに限り、低音でドスの利いた声の男が出演する。（誰が演じているかは不明）
「R.E.D」では、番組終了間際に次の銀河系へワープするアナウンスが流れ番組が終わる。最終回でコマンダーは地球に取り残され、「MUSIC MAGIC」では通常通りジェイムスとして出演し、丸ロボもロボ丸に戻されて続投している。